# Смертоносное воспоминание
«Смертоносное воспоминание» — кинофильм.  В телепрокате фильм назывался «Исчезновение Норы» (The Disappearance of Nora), сценарий к фильму назывался «Незнакомец в зеркале» (Stranger in the Mirror).

## Сюжет
В пустыне найдена женщина, страдающая потерей памяти. Управляющий казино ставит перед собой цель помочь ей.

## В ролях
- Вероника Хеймел — Нора Фримонт
- Стивен Коллинз — Джек Фримонт
- Дэннис Фарина — Дэнтон
- Стэн Айвар
- Леон Рассом — Максвелл